# Axel Salto
Axel Salto (ur. 1889, zm. 1961) – duński pisarz, malarz i projektant sztuki użytkowej.
W latach 1909–1914 studiował na Królewskiej Duńskiej Akademii Sztuki (Det Kongelige Danske Kunstakademi). W latach 1917–1920 założył (i częściowo finansował) pismo o tematyce artystycznej Klingen (przemianowane później na De Fire), w którym promował nowe trendy, głównie modernizm, w literaturze i sztuce. Ilustrował też książki dla dzieci.
W miarę rozwoju artystycznego stopniowo porzucał malarstwo na rzecz pracy z ceramiką. Na tym polu odniósł duże sukcesy, początkowo głównie w Paryżu, później międzynarodowo. Przy pracy z elementami dekoracyjnymi odrzucał estetykę funkcjonalizmu tworząc obiekty dochodzące do dwóch metrów wysokości, których jedynym celem było "być sztuką".
W 1959 za zasługi artystyczne odznaczony został przez króla Szwecji Gustawa VI Adolfa Medalem Księcia Eugeniusza.